# Trypeta pictiventris
Trypeta pictiventris är en tvåvingeart som beskrevs av Chen 1948. Trypeta pictiventris ingår i släktet Trypeta och familjen borrflugor. Inga underarter finns listade i Catalogue of Life.